# 룩셈부르크어 위키백과

룩셈부르크어 위키백과(룩셈부르크어: Lëtzebuergesch Wikipedia)는 룩셈부르크어로 된 위키백과이다. 2009년 2월 현재 약 26,150개 문서가 있다. 기호는 lb이다.